# کاماگوی
کاماگوی (به اسپانیایی: Camagüey) یک زیستگاه انسانی در کوبا است که در استان کاماگوی واقع شده‌است.

## جغرافیا
کاماگوی ۱٬۱۰۶ کیلومترمربع مساحت و ۳۲۱٬۹۹۲ نفر جمعیت دارد و ۹۵ متر بالاتر از سطح دریا واقع شده‌است. این مکان در سال ۲۰۰۸ به عنوان میراثی فرهنگی در میراث جهانی یونسکو به ثبت رسید.

## خواهرخوانده
شهر مریدا، یوکاتان خواهرخواندهٔ کاماگوی هست.